# Bahnhof Panevėžys

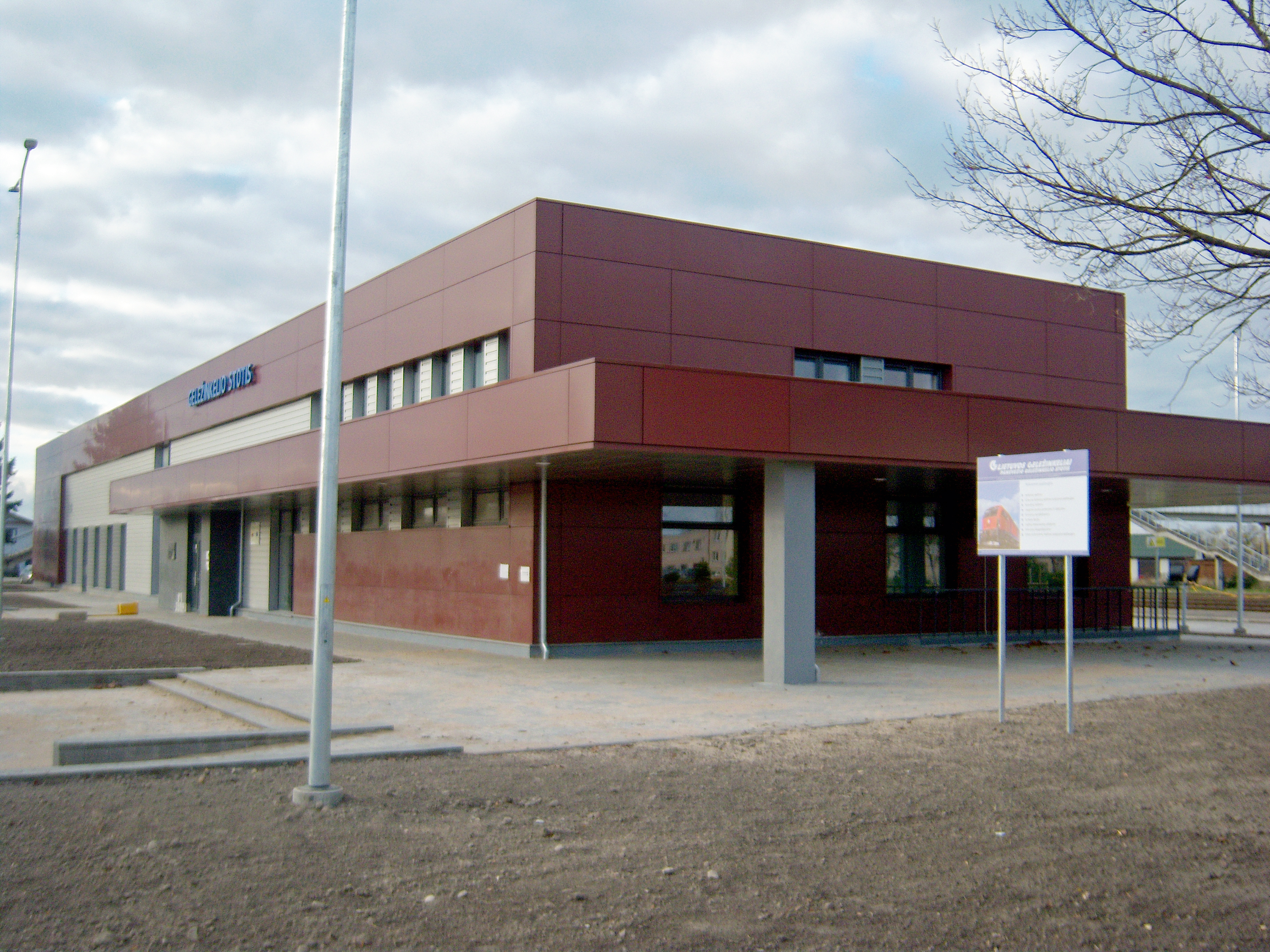
Bahnhofsgebäude

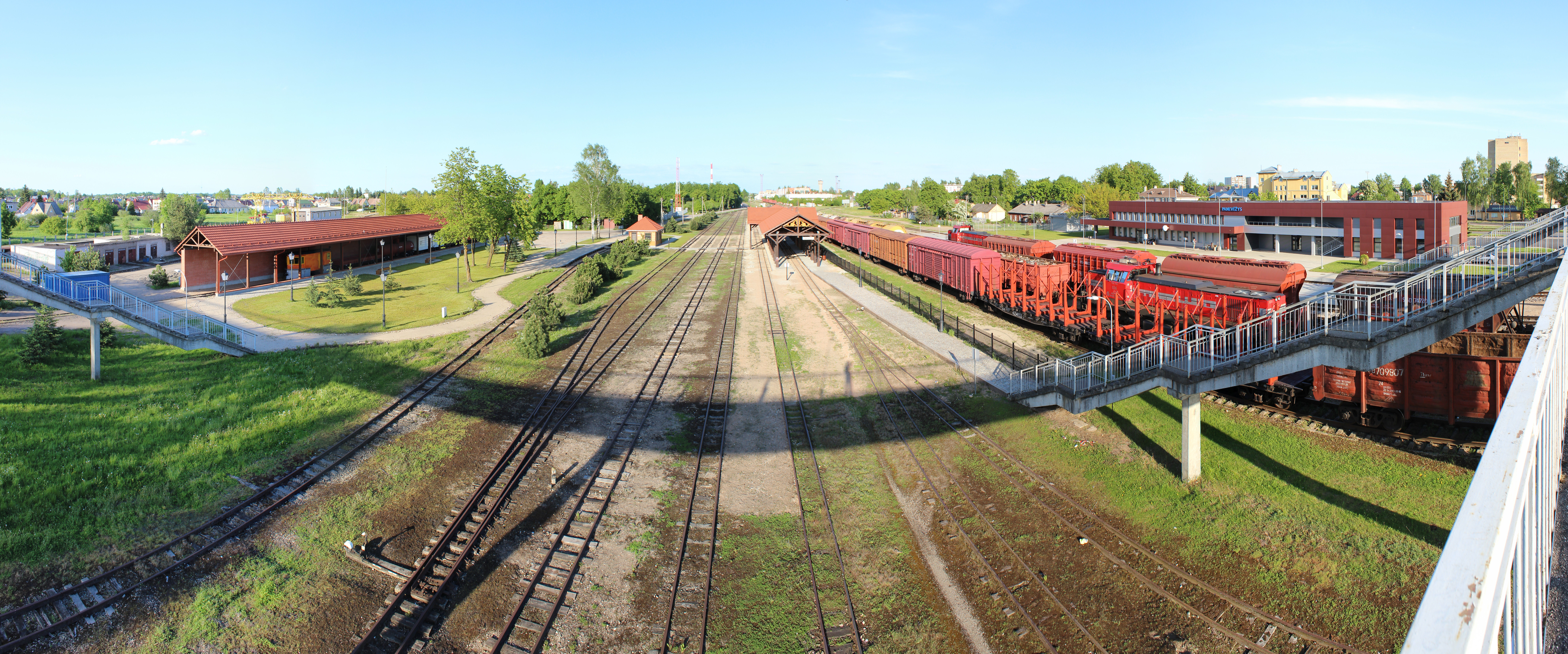
Blick auf die Schmalspurgleise

Der Bahnhof Panevėžys (litauisch Panevėžio geležinkelio stotis) ist der Bahnhof der nordlitauischen Großstadt Panevėžys (Adresse: S. Kerbedžio g. 9). Er gehört dem litauischen Eisenbahnunternehmen AB „Lietuvos geležinkeliai“, der Abteilung des Regions Šiauliai.
Er liegt an der Bahnstrecke Radviliškis–Daugavpils nach Lettland. Es verkehren Züge von Šiauliai nach Rokiškis.
Hier beginnt die schmalspurige Museums-Schmalspurbahn Panevėžys–Rubikiai (litauisch Aukštaitijos siaurasis geležinkelis), der Rest der am 11. November 1895 von Švenčionėliai nach Pastovai eröffneten und 1898 bis Panevėžys verlängerten Bahn nach Anykščiai.
Am 26. September 2014 wurde der renovierte Bahnhofsteil der Schmalspurbahn wieder eröffnet. Er wurde nach Photos des alten Bahnhofs aus dem Jahr 1905 instand gesetzt.